# Кобра 11
Спецзагін «Кобра 11» — Дорожня поліція (нім. Alarm für Cobra 11 — Die Autobahnpolizei) — телевізійний поліцейський (кримінальний, екшн) серіал виробництва Німеччини, що складається з окремих епізодів (серій), які розповідають про окремий випадок злочину та його розкриття командою дорожніх поліцейських, в центрі якої патруль з позивним «Кобра-11», полісмени з якого є головними героями серіалу.

## Загальна інформація
Серіал вперше вийшов у телеефір 12 березня 1996 року. Виходить традиційно щочетверга о 20:15 на телеканалі «RTL».[джерело?]
Мова серіалу — німецька, в окремих епізодах — частково турецька. 
Серіал є відомим, демонструвався і має низку премій і відзнак у ряді країн світу. В Україні 1-20 сезони серіалу транслювалися на «Новому каналі» з 2001 по 2006 роки з російським двоголосим закадровим озвученням студії «Пілот», а пізніше з українським двоголосим закадровим озвученням на власній студії телеканалу. Потім починаючи з 2012 року і до середини 2015 року серіал почав транслювати телеканал «2+2», а згодом — «УНІАН», спочатку з російським двоголосим закадровим озвученням студії «Пілот», а пізніше з українським двоголосим закадровим озвученням студії «1+1», показавши 1-30 сезони серіалу. Восени 2016 року «Новий канал» показав 31-38 сезони серіалу. Влітку 2018 року «Новий канал» повторив 31-38 сезони, а також прем'єрно показав 39 та 40 сезони серіалу. З 12 листопада 2018 року трансляцію серіалу розпочав канал НТН, продовживши показ 40 сезону. Після перерви з 11 березня 2019 року канал НТН продовжив показ серіалу. З 13 квітня 2019 року НТН транслює серіал щосуботи одразу 4 серії. Були показані 40-43 сезони серіалу. З 20 березня 2023 року серіал почав транслювати канал СТБ, починаючи з 31 сезону і до 40 сезону, одразу дві серії з понеділка по четвер. З 13 листопада 2023 року серіал почав транслювати канал ОЦЕ ТБ, починаючи з 31 сезону, одразу по чотири серії з понеділка по п'ятницю.

## Закадрове озвучення

### Російське двоголосе закадрове озвучення студії «Пілот» (2001—2003)
Ролі озвучували: Максим Кондратюк, Володимир Кокотунов, Андрій Самінін та Ніна Касторф

### Українське двоголосе закадрове озвучення телекомпанії «Новий канал» (2006)
Ролі озвучували: Євген Пашин та Наталя Романько-Кисельова

### Українське двоголосе закадрове озвучення студії «1+1» (2014)
Ролі озвучували: Андрій Твердак та Олена Яблочна

## Сюжет
В основу сюжету телесеріалу лягли робочі будні вигаданого відділку дорожньої кримінальної поліції, де головний акцент робиться на робочі та приватні взаємини двох комісарів із патруля з позивним «Кобра 11». В окремих епізодах центральним стає приватне життя одного зі співробітників відділку чи його родича або знайомого, що так чи інакше переплітається з професійною діяльністю патруля «Кобра 11».
Відділок поліції розташований у місті Кельн. Події розгортаються переважно на автобані між Кельном та Дюсельдорфом.

## Персонажі та актори
У головних ролях (нині)
| Актор           | Персонаж                     | Сезони | Епізоди |
| --------------- | ---------------------------- | ------ | ------- |
| Ердоган Аталай  | Комісар Земір Герхан         | 1-     | 3-      |
| Даніель Роеснер | Комісар Пауль Реннер         | 39-    | 292-    |
| Катя Войвуд     | Начальник поліції Кім Крюгер | 25-    | 189-    |
| Даніела Вутте   | Секретар Сузанна Кениг       | 21-    | 158-    |
| Катрін Гес      | Комісар Дженні Дорн          | 29-    | 222-    |

У головних ролях (раніше)
| Актор             | Персонаж                            | Сезони       | Епізоди          |
| ----------------- | ----------------------------------- | ------------ | ---------------- |
| Йоханнес Брандруп | Комісар Франк Штольте               | 1, 40        | 1-9, 310         |
| Райнер Штреккер   | Комісар Інго Фішер                  | 1            | 1-2              |
| Марк Келлер       | Комісар Андре Фукс                  | 2-6, 34      | 10-47, 254       |
| Рене Штайнке      | Комісар Том Краніх                  | 7-13, 17-21  | 48-97, 126—158   |
| Крістіан Олівер   | Комісар Ян Ріхтер                   | 14-16        | 98-125           |
| Гедеон Буркгард   | Комісар Кріс Ріттер                 | 21-23        | 158-179          |
| Том Бек           | Комісар Бен Єгер                    | 24-34        | 180-260          |
| Вінценц Кіфер     | Комісар Алекс Бранд                 | 35-38        | 261-291          |
| Алмут Еггерт      | Начальник поліції Катаріна Лампрехт | 1-2          | 1-15             |
| Шарлотта Шваб     | Начальник поліції Анна Енгельгардт  | 2-24, 39, 40 | 16-186, 292, 299 |
| Ніна Венігер      | Секретар Регіна Крістманн           | 2            | 11-15            |
| Каріна Візе       | Секретар Андреа Шефер/Геркхан       | 2-           | 16-              |
| Мартіна Хілл      | Секретар Петра Шуберт               | 19-21        | 144-158          |
| Дітмар Хун        | Полісмен Хорст «Хотте» Герцбергер   | 2-30         | 10-223           |
| Готфрід Воллмер   | Полісмен Дітер Бонрат               | 2-37         | 16-277           |